# Ais (grup humà)
Els ais o ays eren una tribu d'amerindis de Florida de llengua aïllada, tot i que molts la relacionen amb el muskogi. Segons Romans (1775) el nom prové de la llengua choctaw isi (cérvol), però hom creu que això no té cap fonament. Sembla que "ais" deriva del nom d'un gran cacic. Semblen tenir més punts en comú amb els calusa del sud de Florida.

## Localització

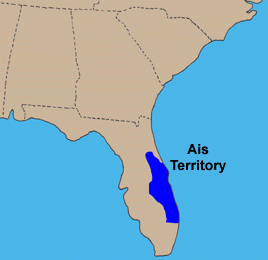
Mapa del territori ais a finals del segle XVII

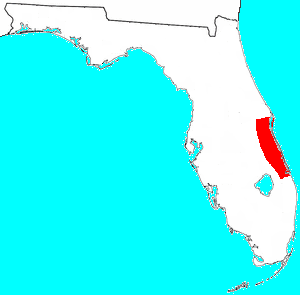
Territori aproximat de la tribu ais en el segle XVII

Vivien a la costa oriental de la península de Florida, en l'actual cap Canaveral a St. Lucie Inlet, en els actuals comtats de Brevard, Indian River, St. Lucie i Martin. Vivien a viles i ciutats al llarg dels marges d'un gran llac anomenat Rio de Ais pels espanyols, i ara és anomenat Indian River.

## Demografia
Segons Mooney (1928), cap al 1650 eren un miler juntament amb tekesta, guacata i jeaga. No se'n sap gaire més, però el 1726 uns 88 "indis de la costa" foren traslladats a les missions del Nord de Florida. El 1728 només en resteven 52. Actualment són extints.

## Costums
Poc se sap dels seus orígens o de la seva llengua. La llengua ais ha estat assignada provisionalment per alguns estudiosos a la família lingüística muskogi, i per altres a la família lingüística arawak.
Els seus costums eren semblants als dels calusa i timucua. Els historiadors només esmenen una vila, que tenia el nom de la tribu.
Els mayaca, que vivien al llarg de l'alt riu St. Johns al sud de Lake George, sembla que havien parlat una llengua relacionada amb la dels ais. Els surruque al nord i els jaega al sud ern subordinats políticament als ais.

## Història
Observacions sobre l'aparença, la dieta i els costums dels Ais al final del segle xii es troben al Journal de Jonathan Dickinson. Dickinson i el seu grup van naufragar, i van passar diverses setmanes entre els ais en 1696. Segons el relat de Dickinson, el cap de la ciutat de Jece, prop de l'actual Vero Beach, era molt important per a totes les ciutats costaneres des de Jaega fins a Jobe (a Jupiter Inlet) al sud, fins aproximadament el cap Canaveral al nord (és a dir, la longitud del riu d'Ais).
Els ais van tenir força contacte amb els europeus d'aquells anys. Els espanyols contactaren amb els ais en la meitat del segle xvi. En 1566 Pedro Menéndez de Avilés, fundador de San Agustín, va establir un fort i una missió en una ciutat ais, que els espanyols anomenaren Santa Lucía. Després que els ais ataquessin el fort, matant 23 dels soldats, els espanyols van abandonar la fortalesa i la missió. Espanya finalment va establir un cert control sobre la costa; en aquest moment, els ais els consideraven amics (comerradoes) i els europeus no espanyols com a enemics. Un nombre d'ais van aprendre una mica d'espanyol, i una patrulla de soldats espanyols de San Agustín va arribar a Jece quan el grup de Dickinson hi era. Un home ais a Jece havia estat arrabassat pels anglesos per treballar com a bastaix en un naufragi a l'est de Cuba. Es va escapar quan el vaixell va atracar a Cuba, i va fer el seu camí de tornada a casa a través de l'Havana i San Agustín.
En 1601 el rei espanyol va encarregar un mapa de Florida, ja que volia una fortalesa que es va construir a Miami. El mapa indicava la terra ara coneguda com el comtat de Brevard a la Província d'Ais; els europeus van identificar regions de dominació tribal específica i generalment els assigna el nom del cacic governant.
En 1605 el governador Pedro de Ibarra envià un soldat, Álvaro Mexia, en una missió diplomàtica a la nació ais. La missió va ser un èxit; els ais acordaren tenir cura dels nàufrags per un rescat, i Mexia va completar un mapa de la zona del riu Indian amb la seva ajuda. S'han trobat nombrosos artefactes europeus de naufragis als assentaments ais. Quan el grup de Dickinson va arribar a la ciutat, hi havia un altre grup d'anglesos d'un naufragi a Jece. Els supervivents europeus i africans dels naufragis eren bastant comuns al llarg de la costa. Els ais també van negociar amb San Agustín. Dickinson informà que un home de Jece tenia aproximadament cinc lliures d'ambre gris; que "presumis que quan se'n va anar s Agustín amb això, compraria als espanyols un mirall, una destral, un ganivet o dos, i tres o quatre mannocoes (que està a unes cinc o sis lliures) de tabac."
Els ais no van sobreviure gaire temps després de l'estada de Dickinson amb ells. Poc després de 1700, els colons de la província de Carolina i els seus aliats indis començar a assaltar els ais, matant-ne alguns i portar captius la resta a  Charles Town per ser venuts com a esclaus. En 1743 els espanyols va establir una missió de curta durada a la badia de Biscayne (a la zona de l'actual Miami). Els sacerdots assignats a aquesta missió van informar de la presència de persones que anomenaren "Santa Luces", potser un nom per als ais derivat de "Santa Lucia", en algun lloc al nord de la Badia de Biscayne. Els ais desaparèixer dels registres de la zona a partir de 1760.
Cap al 1763 passaren a Cuba amb els calusa, i encara en quedaven el 1775. Altres marxaren a Alabama el 1708, i després de la Guerra Creek s'uniren als seminola.